# Resultados do Carnaval de Natal em 2014
Resultados do Carnaval de Natal em 2014.

## Escolas de samba
| Grupo A   | Grupo A                | Grupo A | Grupo A     |
| Colocação | Escola                 | Pontos  | Ref.        |
| --------- | ---------------------- | ------- | ----------- |
| 1º        | Balanço do Morro       | 117,3   | [ 1 ] [ 2 ] |
| 2º        | Malandros do Samba     | 115,56  | [ 1 ] [ 2 ] |
| 3º        | Imperatriz Alecrinense | 114,66  | [ 1 ] [ 2 ] |
| 4º        | Acadêmicos do Morro    | 111,23  | [ 1 ] [ 2 ] |
| 5º        | Ferro e Aço            | 106,9   | [ 1 ] [ 2 ] |
| 6º        | Em Cima da Hora        | 103,35  | [ 1 ] [ 2 ] |
| 7º        | Império do Vale        | 101,13  | [ 1 ] [ 2 ] |
| 8º        | Grande Rio do Norte    | 95,26   | [ 1 ] [ 2 ] |
| Grupo B   |                        |         |             |
| Colocação | Escola                 | Pontos  | Ref.        |
| 1º        | Asas de Ouro           | 105     | [ 1 ]       |
| 2º        | Confiança no Samba     | 102     | [ 1 ]       |
| 3         | Unidos de Santa Cruz   | 99,51   | [ 1 ]       |
| 4º        | Pilares de Uruaçu      | 93      | [ 1 ]       |
| 5º        | Águias Dourada         | 89      | [ 1 ]       |

## Tribos de Índios
| Grupo A   | Grupo A          | Grupo A   | Grupo A |
| Colocação | Escola           | Pontos    | Ref.    |
| --------- | ---------------- | --------- | ------- |
| 1º        | Tabajara         | 76,5      | [ 1 ]   |
| 2º        | Tupi Guarani     | 73        | [ 1 ]   |
| 3º        | Guaracys         | 70,5      | [ 1 ]   |
| 4º        | Gaviões Amarelo  | 69        | [ 1 ]   |
| Grupo B   |                  |           |         |
| Colocação | Escola           | Premiação | Ref.    |
| 1º        | Tapuyas          | 72,25     | [ 1 ]   |
| 2º        | Apache           | 69        | [ 1 ]   |
| 3º        | Comanche         | 61        | [ 1 ]   |
| 4º        | Mobralino Mapabu | 60,5      | [ 1 ]   |